# عبدالکریم الکرمی
عبدالکریم الکَرْمی همچنین مشهور با کُنیهٔ ابوسلما (۱۹۰۹ – ۱۱ اکتبر ۱۹۸۰) شاعر، سیاستمدار و وکیل فلسطینی بود. او یکی از برجسته‌ترین شاعران فلسطینی در سدهٔ بیستم بود. نویسنده و فعالی که مبارزات ملی، منطقه‌ای و بین‌المللی را با هم ترکیب کرد و به‌ویژه به کودکان پرداخت. او با ابراهیم طوقان دوستی نزدیک داشت و با عبدالرحیم محمود در ارتباط بود. از اعضای سازمان آزادیبخش فلسطین بود.  او لقب «ابو سلما» را به عنوان امضایی برای مقالات و اشعار خود انتخاب کرد.

## زندگی و پیشه
عبدالکریم الکرمی در سال ۱۹۰۹ در طولکرم، سنجق نابلس، ولایت بیروت، امپراتوری عثمانی، در خانواده‌ای سرشناس متولد شد، پدرش  سعید بن علی الکرمی عالم دینی بود و برادرانش احمد شاکر، حسن، یوسف، محمود، حسین، عبدالغنی، عبدالله، نبهان و نبیه نام داشتند.
. تحصیلات ابتدایی را در زادگاهش و در مدرسهٔ ملک الظاهر در دمشق فرا گرفت. دورهٔ راهنمایی را در شهر السلط، و متوسطه در مکتب عنبر در دمشق گذراند، جایی که او بکالوریای سوریه را در ۱۹۲۷ بدست آورد.فعالیت ملی‌گرایانه او از سنین پایین آغاز شد، زمانی که دانش‌آموز مدرسهٔ الملک الظاهر و سپس مکتب عنبر بود. او در تظاهرات و اعتصابات دانشجویی شرکت کرد، مانند تظاهراتی که در اعتراض به ورود آرتور بالفور به دمشق در آوریل ۱۹۲۵ برگزار شد و اعتصاباتی که علیه قیمومیت فرانسه و در همبستگی با انقلاب سوریه که در ژوئیه ۱۹۲۵ آغاز شد.
ورود او به دنیای شعر از زمانی آغاز شد که در مکتب عنبر دمشق دانش‌آموز بود، جایی که لقب ابوسلما را از مطلع یک شعر عاشقانه به دست آورد. پس از پایان تحصیلاتش در دمشق، به فلسطین برگشت. او از زمانی که پس از اتمام تحصیلاتش به فلسطین بازگشت. از مسئلهٔ فلسطین حمایت کرد. به عنوان معلم در مدارس عمریه و رشدیه در اورشلیم منصوب شد. با این حال، مقامات قیمومیت او را از حرفهٔ تدریس اخراج کردند زیرا او شعری با عنوان «کوه مکبّر، ای فلسطین» (به عربی: جبل المكبِّر يا فلسطين) را در مجلهٔ مصری «الرساله» منتشر کرد و سرود که در آن به حکومت قیمومیت بریتانیا به دلیل تأسیس کاخ کمیسر عالی در «جبل المکبر» در اواسط دههٔ ۱۹۳۰ حمله کرد. دوستی نزدیک، او و ابراهیم طوقان را به هم رساند.
پس از صدور بیانیه ي پادشاهان و امرای عرب در ۱۱ اکتبر ۱۹۳۶ که از فلسطینی‌ها خواسته بود اعتصاب عمومی خود را علیه سیاست طرفداری بریتانیا از صهیونیسم متوقف کنند، عبدالکریم الکرمی شعری در هجو این پادشاهان و امرا با عنوان «شعلهٔ شعر» (به عربی: لهب القصيد) سرود. این شعر غوغای گسترده‌ای به پا کرد و به بخشی از میراث انقلاب ۱۹۳۶ تبدیل شد.
پس از اینکه مقامات بریتانیایی به دلیل سرودن شعرش او را از مدرسه رشیدیه اخراج کردند، الکرمی در بخش ادبیات رادیو فلسطین مشغول به کار شد که دوستش ابراهیم طوقان رئیس آن بخش بود. در این دوره، او به مؤسسهٔ حقوق در اورشلیم پیوست و مدرک خود را در سال ۱۹۴۱ دریافت کرد. در دوران تحصیل، مقالات ادبی برای روزنامه «مرآة الشرق» می‌نوشت. او همچنین به همراه تعدادی از نویسندگان مشهور، از جمله خلیل البدیری و رئیف خوری، «انجمن قلم» را تأسیس کرد. در فعالیت‌های «انجمن جوانان مسیحی» و «باشگاه ارتدکس عرب» در اورشلیم و حیفا شرکت داشت.او شغلش در ایستگاه رادیویی را رها کرد و به حیفا نقل مکان کرد، جایی که تا نکبت ۱۹۴۸ به وکالت مشغول بود. او در ۲۸ آوریل به دمشق رفت و شعر معروف خود را، «ما باز خواهیم گشت» منتشر کرد. او در اشعارش علیه استعمارگران شورید، برای آنانی که در مبارزه با استعمار و صهیونیسم کشته شدند و شهید نامیده می‌شوند، سوگواری کرد و تمام امیدش را به مردم عرب بست.

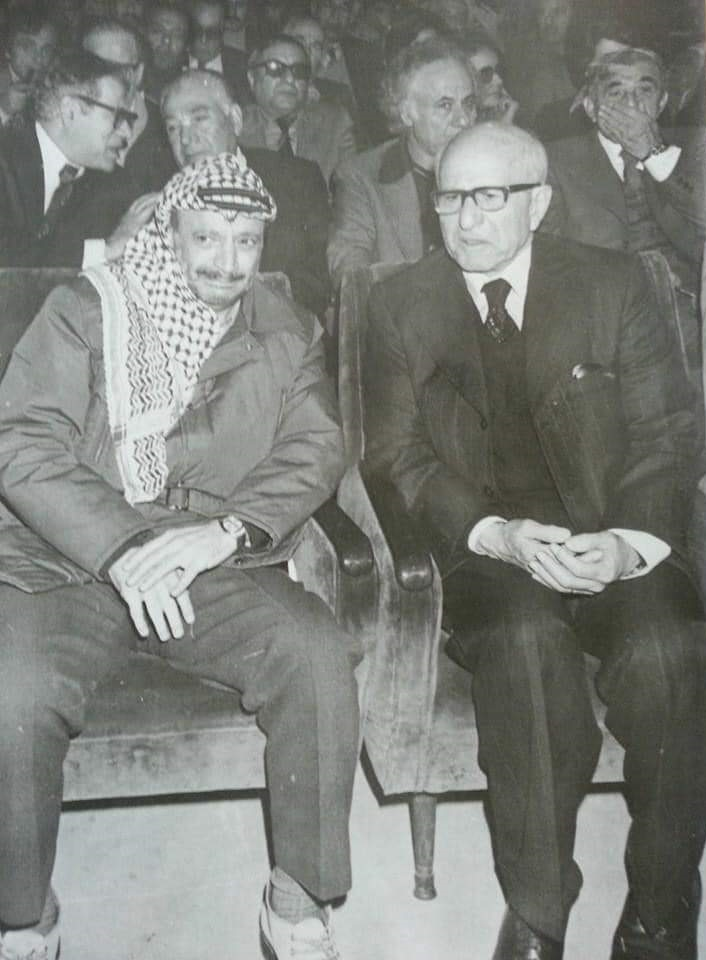
عبدالکریم الکرمی (سمت راست) در کنار یاسر عرفات.

او در دمشق زندگی می‌کرد، جایی که به عنوان معلم در مدارس آن، سپس به عنوان کارمند وزارت ارتباطات و پس از آن به عنوان وکیل مشغول به کار شد. در نهایت، او خود را وقف کار ملی در کمیته‌های صلح و همبستگی کرد، در کنفرانس‌ها و جلسات آنها شرکت کرد و از طریق آنها مسئلهٔ فلسطین را مطرح نمود. او در اولین کنفرانس ملی فلسطین که در اواخر ماه مهٔ ۱۹۶۴ در اورشلیم برگزار شد و تأسیس سازمان آزادیبخش فلسطین را اعلام کرد، شرکت کرد. او همچنین تا زمان مرگش در تمام شوراهای ملی متوالی شرکت داشت. الکرمی پس از شرکت در کنفرانس تأسیس «سازمان همبستگی آسیایی-آفریقایی» که در سال ۱۹۶۵ در قاهره برگزار شد، به عنوان مسئول رسمی همبستگی آسیایی-آفریقایی در سازمان آزادیبخش فلسطین (ساف) منصوب شد. او همچنین در کنفرانس‌های اتحادیه نویسندگان آسیایی و آفریقایی و شورای جهانی صلح شرکت کرد.
الکرمی به مبارزهٔ ملی شدید با آگاهی از واقعیت اجتماعی و تضاد موجود در آن شهرت یافت. او در کنار نیروهای انقلابی در جامعهٔ عربی و فلسطینی ایستاد و مبارزهٔ ملی، منطقه‌ای و بین‌المللی را در چارچوب یک نظریهٔ جامع اجتماعی، اقتصادی و سیاسی به هم پیوند داد. او کودکان را به عنوان امید آینده مخاطب قرار داد، برای آنها از طبیعت و وطن سرود و یک مجموعه کامل شعر را به آنها تقدیم کرد. پس از نکبت، او به مبارزهٔ خود متعهد و نسبت به پیروزی خوشبین ماند.
به پاس قدردانی از او که بیش از نیم قرن برای قضیهٔ فلسطین شعر سرود و از برای موضع متعهدانه ملی، منطقه‌ای و بین‌المللی‌اش، در سال ۱۹۷۸، اتحادیهٔ نویسندگان آسیا و آفریقا جایزهٔ سالانهٔ ادبی لوتوس را به او اهدا کرد و آن را از دست رئیس‌جمهور آنگولا گرفت. در اول دسامبر ۱۹۷۸، سازمان آزادیبخش فلسطین مراسم بزرگداشتی برای او در بیروت برگزار کرد. عبدالکریم الکرمی در سال ۱۹۸۰ به عنوان رئیس اتحادیهٔ عمومی نویسندگان و روزنامه‌نگاران فلسطین انتخاب شد.

## درگذشت
عبدالکریم الکرمی هنگام شرکت در یک کنفرانس همبستگی در مسکو، احساس ناخوشی کرد، ناگهان دردی احساس کرد. پسرش او را به بیمارستانی در آمریکا برد، هفت روز پس از ورودش، در ۱۱ اکتبر ۱۹۸۰ و پس از عمل جراحی  بر اثر سپتیسمی در بیمارستان دانشگاه جورج واشنگتن در واشنگتن دی سی درگذشت. درگذشت. پیکر او به دمشق منتقل و در قبرستان شهدا در اردوگاه یرموک به خاک سپرده شد. او بالاترین مدال فلسطین، سپر انقلاب فلسطین، را دریافت کرد.در سال ۱۹۹۰، سازمان آزادی‌بخش فلسطین نشان فرهنگ، هنر و ادبیات قدس را به نام او اهدا کرد.

## زندگی شخصی
همسرش رقیه حقی و پسرشان سعید نام داشت.

## آثار
ابوسلما آثار شعری بسیاری برجای گذاشت، عناوین عربی آن‌ها:
- المشرد: دمشق: المکتبة الکبری للتألیف والنشر، ۱۹۵۳.
- أغنيات بلادي: دمشق: چاپخانهٔ الترقّی، دمشق، ۱۹۵۹.
- أغاني الأطفال: دمشق: چاپخانهٔ أطلس، دمشق، ۱۹۶۴.
- من فلسطين ريشتي: دار الآداب، بیروت، ۱۹۷۱.
- ديوان أبي سلمى، الأعمال الكاملة:دار العوده، بیروت، ۱۹۷۸.

در نثر:
- كفاح عرب فلسطين: انتشارات بنیاد پناهندگان فلسطینی، دمشق، ۱۹۶۴.
- آثار أحمد شاكر الكرمي الأدبية والنقدية والقصصية: وزارت فرهنگ و ارشاد ملی، دمشق، ۱۹۶۴.
- الشيخ سعيد الكرمي: المطبعة التعاونیة، دمشق، ۱۹۷۳.